# Wiedemannia stylifera
Wiedemannia stylifera är en tvåvingeart som beskrevs av Josef Mik 1889. Wiedemannia stylifera ingår i släktet Wiedemannia och familjen dansflugor. Inga underarter finns listade i Catalogue of Life.